# Shoplifters – Familienbande
Shoplifters – Familienbande (japanisch 万引き家族 Manbiki kazoku, englisch Shoplifters ‚Ladendiebe‘) ist ein japanischer Spielfilm von Hirokazu Koreeda aus dem Jahr 2018. Der Film über eine unkonventionelle Familie aus dem japanischen Prekariat gewann die Goldene Palme der Filmfestspiele von Cannes 2018 und anschließend zahlreiche weitere nationale und internationale Preise.

## Handlung
Eine ärmliche Patchworkfamilie lebt auf engstem Raum in der Millionenmetropole Tokio. Osamu hat Gelegenheitsjobs auf dem Bau, seine Frau Nobuyo arbeitet in einer Reinigung, Aki verdient ihr erstes Geld als Animiermädchen, und die betagte Hatsue, Besitzerin des winzigen Häuschens, bezieht Witwenrente. Einen Teil ihres täglichen Bedarfs deckt die Familie durch Ladendiebstahl, den Osamu gewöhnlich mit Hilfe des etwa 10 Jahre alten Shota begeht. In einer besonders kalten Winternacht bringen beide auch noch die 5-jährige Yuri mit nach Hause, die von ihren Eltern offenbar regelmäßig auf dem Balkon ausgesperrt wird. Obwohl die Kleine Zeichen von Misshandlungen aufweist, wollen sie sie nach dem Essen wieder zurückbringen. Ein lautstarker Streit zwischen ihren Eltern hält sie jedoch davon ab. Wochen vergehen, ohne dass Yuris Eltern nach ihr suchen lassen. Sie gewöhnt sich rasch in ihrer neuen Familie ein, erfährt Zuwendung und Liebe. Shota bindet sie in die Ladendiebstähle mit ein und erkennt sie, auf Osamus Wunsch, bald auch als seine „Schwester“ an. Als schließlich doch polizeilich nach ihr gefahndet wird, schneiden sie ihr die Haare und geben ihr einen neuen Namen, Lin.
Die finanzielle Lage der Familie spitzt sich indes weiter zu. Osamu ist nach einem Arbeitsunfall zeitweilig ohne Arbeit und hat keinen Anspruch auf Lohnausgleich. Nobuyo erfährt von ihrem Chef, er müsse entweder ihr oder einer ihrer Kolleginnen kündigen, und tritt freiwillig zurück, als jene Kollegin ihr droht, sie wegen Kindesentführung anzuzeigen. In der Nacht nach einem harmonisch verlaufenden Strandausflug der gesamten Familie stirbt Hatsue. Osamu und Nobuyo begraben sie neben ihrem Haus, verheimlichen den Behörden ihren Tod und beziehen weiter ihre Pension. Als Osamu ein Auto aufbricht, um eine Tasche zu rauben, geht Shota auf Distanz. Osamu hatte ihre gemeinsamen Ladendiebstähle damit gerechtfertigt, die ausliegenden Waren würden noch niemandem gehören. Seine „Schwester“ will er nun von der nächsten Diebestour fernhalten, doch als er sieht, dass sie ihm heimlich gefolgt ist und erneut zugreift, zieht er die Aufmerksamkeit auf sich, indem er für alle sichtbar ein paar Orangen entwendet und damit flieht. Von seinen Verfolgern in die Enge getrieben, springt er von einer Brücke. Mit gebrochenem Bein landet er im Krankenhaus. Osamu und Nobuyo wollen ihn besuchen, können sich aber nicht als seine Eltern legitimieren. Vorsorglich versuchen sie mit Aki und Yuri zu fliehen, werden jedoch von der Polizei festgesetzt.
In Einzelgesprächen gehen Kriminalbeamte und -psychologen nun der Vorgeschichte der Familie auf den Grund. Was schon vorher nach und nach klar wurde, wird jetzt vollends aufgedeckt: Die Mitglieder der kleinen „Familie“ sind in Wirklichkeit offenbar gar nicht oder nur weitläufig miteinander verwandt. Aki erfährt, dass Osamu gemeinsam mit Nobuyo deren Ex-Mann in Notwehr umgebracht und vergraben hatte, und dass ihre eigenen Eltern Hatsue, der ersten Frau ihres Großvaters, regelmäßig Geld zukommen ließen. Da Osamu vorbestraft ist, nimmt Nobuyo die ihnen angelastete Schuld gegenüber Yuri und Hatsue allein auf sich. Als Osamu und Shota sie im Gefängnis besuchen, teilt sie dem Jungen mit, woher das Auto, in dem sie ihn einst „gefunden“ hatten, stammte, um ihm die Chance zu geben, seine leiblichen Eltern ausfindig zu machen. Shota, der inzwischen in einem Waisenhaus untergebracht worden ist, verbringt die Nacht darauf bei Osamu. Dieser gesteht ihm, dass die Familie tatsächlich ohne ihn hatte fliehen wollen, und Shota seinerseits, dass er sich nach seinem letzten Diebstahl absichtlich hatte fangen lassen. Als er nach dem morgendlichen Abschied bereits im Bus sitzt, flüstert er erstmals „Papa“; weder Osamu noch Nobuyo hatten zuvor für sich beansprucht, von den Kindern „Papa“ und „Mama“ genannt zu werden, hätten es sich aber gleichwohl gewünscht. Yuri kommt zurück zu ihren leiblichen Eltern, die sie behandeln wie zuvor. Vom Balkon aus schaut sie erwartungsvoll in die Stadt.

## Analyse
„Was macht eine Familie aus?“, ist die unausgesprochene zentrale Frage, die den Zuschauer durch den Film begleitet. Die Frage, die Nobuyo konkret in einer der letzten Szenen der sie verhörenden Polizistin vorlegt, lautet: „Macht eine Geburt einen schon zur Mutter?“ Bis dahin, so Sven von Redens Urteil, habe der Film die Antwort darauf längst gegeben: Nicht Biologie und „Blut“ seien entscheidend, sondern Zuneigung und Liebe. „Familie ist nicht etwas, in das man hineingeboren wird. Es ist etwas, das man jeden Tag erst durch sein Handeln erschafft.“
Das Thema Familie, so von Reden weiter, habe den Regisseur auch zuvor schon in seinem Werk beschäftigt, beispielsweise in Like Father, Like Son, der 2013 in Cannes mit dem Preis der Jury bedacht wurde. Dessen ganz ähnliche Botschaft – nicht die Genetik ist ausschlaggebend, sondern liebevolle Beziehungen – habe er dort noch etwas schematisch durchgespielt, hier aber, in Shoplifters, zu seinem „bislang vielleicht komplexesten und gewagtesten“ Film verdichtet.
Der Film könne „große Gefühle“ freisetzen, heißt es in zwei Kritiken fast gleichlautend; er berühre, gerade weil er Rührseligkeit konsequent vermeide. Shoplifters bewahre stets eine „gewisse Leichtigkeit“ und zeuge von „völlig uneitler Virtuosität“; Koreeda erweise sich als „Meister des beiläufigen Erzählens und des filmischen Puzzlespiels“. Der Film sei alles andere als „exotisch“ und dennoch „voller Poesie“. „Unaufgeregt“ und in teils „gemächlichem“ Tempo folge die Kamera den Figuren wie ein „wohlwollender auktorialer Erzähler“.

## Rezeption
Shoplifters erhielt ein sehr gutes Presseecho, was sich auch in den Auswertungen US-amerikanischer Aggregatoren widerspiegelt. So erfasst Rotten Tomatoes 99 % positive Besprechungen und ordnet den Film dementsprechend als „Zertifiziert Frisch“ ein. Metacritic ermittelt aus einer Durchschnittswertung von 93/100 „Allgemeines Kritikerlob“.
Thomas E. Schmidt (Die Zeit) lobt die Jury von Cannes 2018 für ihre Entscheidung, dem Film die Goldene Palme zuzuerkennen. Shoplifters sei „hinreißend“, „ein in jeder Hinsicht menschlicher Film“. Das „winzige Häuschen, das mehr Bewohner als Quadratmeter zu haben scheint, verborgen hinter dichten Gebüschen liegt, eingekesselt von anonymen Betonblocks“, zeige „ein etwas liederliches Idyll, bezaubernd und natürlich vollkommen zukunftslos“. In der „unaufgeräumten kleinen Welt“ dieser Patchworkfamilie gebe es weder Bildung noch Smartphones, aber auch keine Aggressionen. Ein „soziales Husarenstück“ gelinge hier auf engstem Raum, „ein Glück, das aus Not und Verzweiflung entsteht“.
An eben diesen Punkt knüpft Sven von Reden (Der Spiegel) seinen einzigen Einwand gegen den Film, wiewohl er ihn durch den Konjunktiv sogleich ein wenig mindert („wenn es etwas zu kritisieren gäbe“). Shoplifters sei „leicht sozialromantisch“, indem die Illusion geweckt werde, „dass es am Rande der Gesellschaft herzlicher und humorvoller zugehe als in der Mitte“. Koreeda stehe somit eher in der Nachfolge des „von ihm bewunderten“ Briten Ken Loach als in der seines Landsmanns Ozu Yasujirō, mit dem er oft in Verbindung gebracht werde, dessen Weltsicht jedoch düsterer und dessen Formsprache strenger gewesen sei.
Shoplifters habe in Koreedas Heimat zwar großen Erfolg an den Kinokassen gehabt, so von Reden weiter, aber auch einigen Staub aufgewirbelt. Vor allem in den sozialen Medien sei heftig kritisiert worden, dass der Film „die Schande Japans“ zeige und kriminelle Handlungen gutheiße – und dies auch noch in Tateinheit damit, dass der Regisseur staatliche Fördergelder nutzte. Koreeda verteidigte sich dagegen unter anderem mit dem Verweis auf das europäische Vorbild, wo es normal sei, mit geförderten Filmen auch Kritik an der Obrigkeit zu üben: „Ich möchte, dass die Japaner solche europäischen Werte akzeptieren.“

## Auszeichnungen
Bei den Filmfestspielen von Cannes 2018 gewann Shoplifters die Goldene Palme. Im Anschluss erfolgten zahlreiche weitere Nominierungen, unter anderem für den Golden Globe, den BAFTA Award, den César und den Oscar, jeweils als bester fremdsprachiger Film. Beim César konnte sich Shoplifters durchsetzen, bei den anderen drei Wettbewerben unterlag man stets dem mexikanischen Drama Roma. Im Folgenden eine Auswahl von Auszeichnungen und Nominierungen:
| AACTA Awards 2018                                  | Nominierung als Bester Asiatischer Film (Kaoru Matsuzaki, Akihiko Yose und Hijiri Taguchi) |
| Alliance of Women Film Journalists 2019            | Nominierung als Bester fremdsprachiger Film (Hirokazu Koreeda)                             |
| Asian Film Award 2019                              | Auszeichnung als Bester Film (Hirokazu Koreeda)                                            |
| Asian Film Award 2019                              | Nominierung für die Beste Regie (Hirokazu Koreeda)                                         |
| Asian Film Award 2019                              | Nominierung als Beste Hauptdarstellerin (Sakura Ando)                                      |
| Asian Film Award 2019                              | Nominierung als Beste Nebendarstellerin (Mayu Matsuoka)                                    |
| Asian Film Award 2019                              | Auszeichnung für die Beste Musik (Haruomi Hosono)                                          |
| Asia Pacific Screen Awards 2019                    | Auszeichnung als Bester Film (Kaoru Matsuzaki, Akihiko Yose und Hijiri Taguchi)            |
| Asia Pacific Screen Awards 2019                    | Nominierung für die Beste Regie (Hirokazu Koreeda)                                         |
| Asia Pacific Screen Awards 2019                    | Nominierung für das Beste Drehbuch (Hirokazu Koreeda)                                      |
| Austin Film Critics Association 2019               | Nominierung als Bester fremdsprachiger Film                                                |
| British Academy Film Awards 2019                   | Nominierung als Bester fremdsprachiger Film                                                |
| Bodil Award 2019                                   | Nominierung als Bester nichtamerikanischer Film (Hirokazu Koreeda)                         |
| Boston Society of Film Critics 2018                | Auszeichnung als Bester fremdsprachiger Film                                               |
| Boston Society of Film Critics 2018                | Auszeichnung als Bestes Schauspielerensemble                                               |
| British Independent Film Awards 2018               | Nominierung als Bester internationaler Film                                                |
| César 2019                                         | Auszeichnung als Bester fremdsprachiger Film (Hirokazu Koreeda)                            |
| Chicago Film Critics Association 2018              | Nominierung als Bester fremdsprachiger Film                                                |
| Critics’ Choice Movie Awards 2019                  | Nominierung als Bester fremdsprachiger Film                                                |
| Dallas–Fort Worth Film Critics Association 2018    | 3. Platz in der Kategorie Bester fremdsprachiger Film                                      |
| Denver Film Festival 2018                          | Auszeichnung als Bester Spielfilm (Hirokazu Koreeda)                                       |
| Dublin Film Critics' Circle 2018                   | 8. Platz in der Kategorie Bester Film                                                      |
| Dublin Film Critics' Circle 2018                   | 7. Platz in der Kategorie Beste Regie (Hirokazu Koreeda)                                   |
| Filmfest München 2018                              | Auszeichnung als Bester internationaler Film (Hirokazu Koreeda)                            |
| Florida Film Critics Circle 2018                   | Auszeichnung als Beste Nebendarstellerin (Sakura Ando)                                     |
| Florida Film Critics Circle 2018                   | Auszeichnung als Bester fremdsprachiger Film                                               |
| Golden Globe Awards 2019                           | Nominierung als Bester fremdsprachiger Film                                                |
| Guldbagge Award 2019                               | Auszeichnung als Bester fremdsprachiger Film (Hirokazu Koreeda)                            |
| Independent Spirit Award 2019                      | Nominierung als Bester internationaler Film (Hirokazu Koreeda)                             |
| Internationale Filmfestspiele von Cannes 2018      | Auszeichnung mit der Goldenen Palme (Hirokazu Koreeda)                                     |
| Japanese Academy Award 2019                        | Auszeichnung als Bester Film (Hirokazu Koreeda)                                            |
| Japanese Academy Award 2019                        | Auszeichnung für die Beste Regie (Hirokazu Koreeda)                                        |
| Japanese Academy Award 2019                        | Auszeichnung für das Beste Drehbuch (Hirokazu Koreeda)                                     |
| Japanese Academy Award 2019                        | Auszeichnung als Beste Hauptdarstellerin (Sakura Ando)                                     |
| Japanese Academy Award 2019                        | Auszeichnung als Beste Nebendarstellerin (Kirin Kiki)                                      |
| Japanese Academy Award 2019                        | Auszeichnung für die Beste Musik (Haruomi Hosono)                                          |
| Japanese Academy Award 2019                        | Auszeichnung für die Beste Kamera (Ryūto Kondō)                                            |
| Japanese Academy Award 2019                        | Auszeichnung für die Beste Beleuchtung (Isamu Fujii)                                       |
| Japanese Academy Award 2019                        | Nominierung als Bester Hauptdarsteller (Lily Franky)                                       |
| Japanese Academy Award 2019                        | Nominierung als Beste Nebendarstellerin (Mayu Matsuoka)                                    |
| Japanese Academy Award 2019                        | Nominierung für den Besten Schnitt (Hirokazu Koreeda)                                      |
| Japanese Academy Award 2019                        | Nominierung für das Beste Szenenbild (Keiko Mitsumatsu)                                    |
| Japanese Academy Award 2019                        | Nominierung für den Besten Ton (Kazuhiko Tomita)                                           |
| Kinema Junpo Awards 2019                           | Auszeichnung als Bester Film                                                               |
| London Critics’ Circle 2018                        | Nominierung als Film des Jahres                                                            |
| London Critics’ Circle 2018                        | Nominierung als Fremdsprachiger Film des Jahres                                            |
| Los Angeles Film Critics Association 2018          | Auszeichnung als Bester fremdsprachiger Film                                               |
| Mainichi Eiga Concours 2019                        | Auszeichnung als Bester Film                                                               |
| Mainichi Eiga Concours 2019                        | Auszeichnung als Beste Hauptdarstellerin (Sakura Ando)                                     |
| Mainichi Eiga Concours 2019                        | Auszeichnung als Beste Nebendarstellerin (Kirin Kiki)                                      |
| National Board of Review 2018                      | Auszeichnung als Bester fremdsprachiger Film                                               |
| Nikkan Sports Film Awards 2018                     | Auszeichnung als Bester Film (Hirokazu Koreeda)                                            |
| Nikkan Sports Film Awards 2018                     | Auszeichnung als Beste Hauptdarstellerin (Sakura Ando)                                     |
| Nikkan Sports Film Awards 2018                     | Auszeichnung als Beste Nebendarstellerin (Kirin Kiki)                                      |
| Online Film Critics Society Award 2019             | Nominierung als Bester fremdsprachiger Film                                                |
| Oscar 2019                                         | Nominierung als Bester fremdsprachiger Film (Hirokazu Koreeda)                             |
| San Diego Film Critics Society 2018                | Auszeichnung als Bester fremdsprachiger Film                                               |
| Satellite Award 2019                               | Nominierung als Bester fremdsprachiger Film                                                |
| Seattle Film Critics Society 2018                  | Nominierung als Bester fremdsprachiger Film                                                |
| St. Louis Film Critics Association 2018            | Nominierung als Bester fremdsprachiger Film                                                |
| Tokyo Sports Film Awards 2019                      | Auszeichnung als Bester Film                                                               |
| Tokyo Sports Film Awards 2019                      | Auszeichnung als Beste Hauptdarstellerin (Sakura Ando)                                     |
| Tokyo Sports Film Awards 2019                      | Auszeichnung als Bester Hauptdarsteller (Lily Franky)                                      |
| Vancouver Film Critics Circle 2018                 | Nominierung als Bester fremdsprachiger Film                                                |
| Vancouver International Film Festival 2018         | Auszeichnung als Beliebtester Internationaler Spielfilm (Hirokazu Koreeda)                 |
| Washington D.C. Area Film Critics Association 2018 | Nominierung als Bester fremdsprachiger Film                                                |